# Kamillo Razumovsky
Kamillo Razumovsky (JUDr. Camillo Konstantin Hugo Artur Hipolyt hrabě Razumovsky; německy Camillo Konstantin Hugo Artur Hippolyt Graf Razumowsky von Wigstein) (21. srpna 1852, Český Rudolec – 5. prosince 1917, Dolní Životice) byl rakouský politik, velkostatkář a mecenáš původem z ruského šlechtického rodu Razumovských. Pro svou rodinu vytvořil nové zázemí na Opavsku, kde vlastnil několik velkostatků a věnoval se zde veřejně prospěšným aktivitám.

## Státní služba a politická činnost
Pocházel z významného ukrajinského rodu hrabat a knížat Razumovských, který se v 19. století v jedné linii usadil v habsburské monarchii. Jeho rodiči byli důstojník Leon Razumovský (1816-1868), majitel panství Český Rudolec, a Rosa von Löwenstern (1815-1889). Na zámku v Rudolci se Kamillo narodil a strávil zde i dětství. Po otcově smrti se s matkou přestěhoval do Vídně. Vystudoval práva a od roku 1876 působil ve státních službách, nejprve ve Vídni, poté v Třebíči a u moravského místodržitelství v Brně, od roku 1879 pracoval na ministerstvu vnitra. V letech 1883-1887 byl okresním hejtmanem ve Šternberku, poté státní službu opustil, aby se věnoval správě svých statků.
Za velkostatkářskou kurii byl v letech 1902-1906 poslancem Moravského zemského sněmu, kde se věnoval především problematice školství. Za zásluhy obdržel Řád železné koruny III. třídy, podpora katolické církve mu vynesla papežský Řád sv. Řehoře, kromě toho získal čestné občanství v Melči, Radkově a Dolních Životicích. I když Razumovským náležel již od roku 1744 říšský hraběcí titul, Kamillo dosáhl v roce 1892 potvrzení hraběcího stavu pro Rakousko, v roce 1916 mu byl přiznán predikát von Wigstein.

## Majetek a veřejné aktivity ve Slezsku

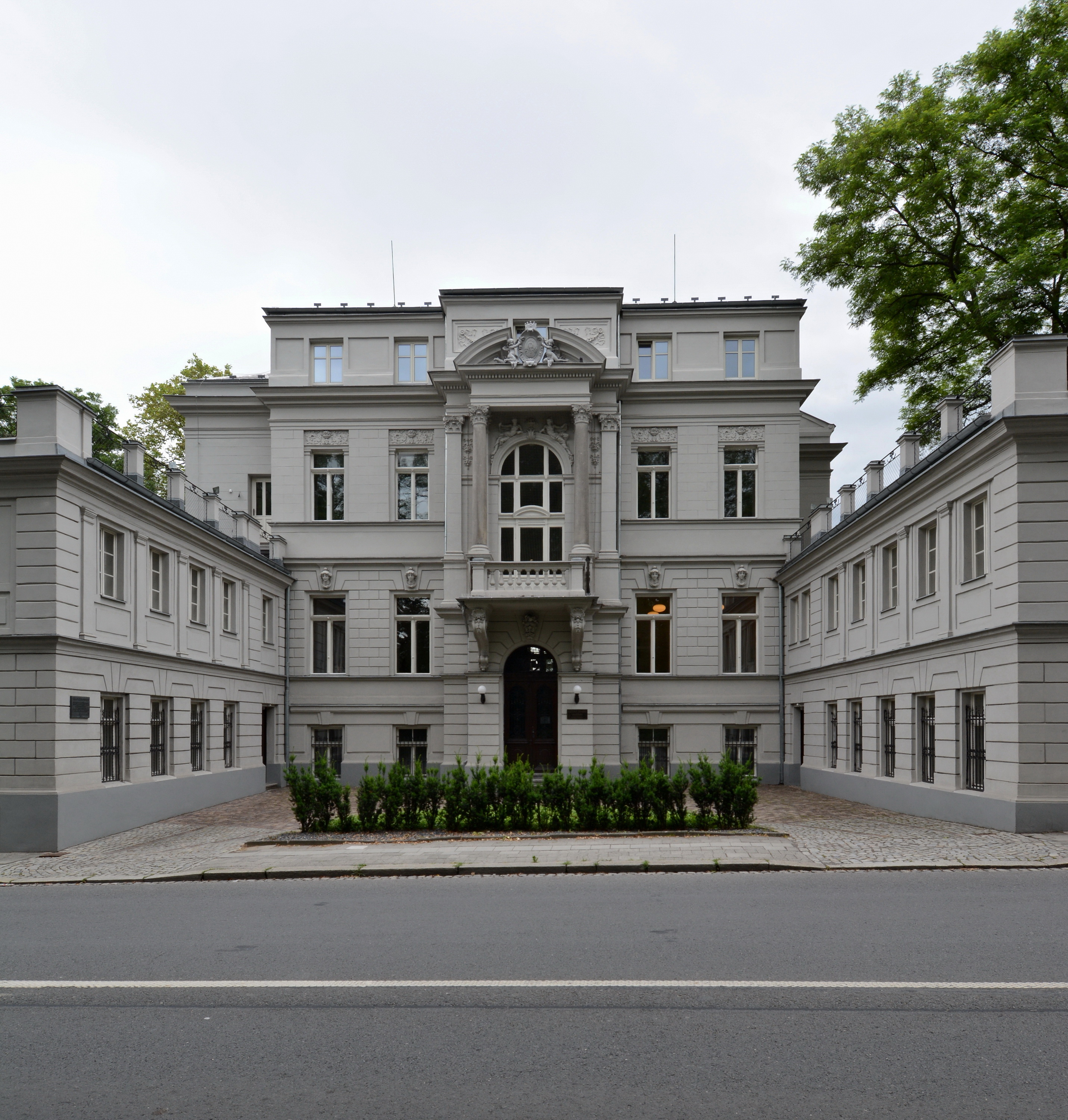
Palác Razumovských v Opavě

Sňatkem s dědičkou bohatého bankéře získal možnost založit nové majetkové zázemí (Český Rudolec byl prodán již v roce 1856), a protože si jako okresní hejtman ve Šternberku oblíbil oblast severní Moravy a Slezska, začal skupovat statky na Opavsku (Horní Vikštejn 1884, Melč 1888, Vítkov 1889, Dolní Životice 1897). Původně sídlil na zámku Dubová pod zříceninou hradu Vikštejn, později se usadil v Dolních Životicích. Pro zimní pobyt rodiny byl v letech 1892-1893 postaven palác v Opavě, dnes sídlo ředitelství Slezského zemského muzea.
Jako mecenáš katolické církve podpořil novostavby kostelů v Melči (1889-1890) a v Dolních Životicích (1906-1907). Péči věnoval i kostelu v Radkově, u nějž nechal zřídit novou rodinnou hrobku. Finančními prostředky nebo dodávkou stavebního materiálu podpořil postavení čtyř školních budov (Melč, Radkov, Vítkov, Dolní Životice). Značnou zásluhu měl také na obnovení lázní Jánské Koupele, kde nechal vystavět lázeňské domy, vily, pavilóny nad prameny atd. Širší přesah aktivit Kamilla Razumovského dokládá také výstavba lihovaru v Dolních Životicích nebo hasičské zbrojnice v Melči. Mimoto inicioval archeologický průzkum zříceniny hradu Vikštejn, která se nacházela na jeho pozemcích.

## Rodina
V roce 1882 se oženil s Marií Wiener von Welten (1856-1936), dcerou bohatého vídeňského bankéře Eduarda Wienera. Její věno a později dědictví po Eduardu Wienerovi (1886) umožnilo Kamillovi vytvořit na Opavsku pozemkový celek zahrnující téměř 3 000 hektarů půdy se čtyřmi zámky a četnými průmyslovými podniky. Z jejich manželství pocházelo pět dětí; nejstarší syn Leon (1890-1915) padl za první světové války, další synové Kamillo mladší (1890-1965) a Ondřej (1892-1981) hospodařili na slezských statcích do roku 1945, poté oba i se svými rodinami odešli do Vídně, kde jejich potomci žijí dosud.